# Mallory James Mahoney
Mallory James Mahoney (Fort Worth, Texas, 2005. január 31. –) amerikai színésznő, énekesnő és táncos.
Legismertebb alakítása Destiny Baker a Kikiwaka tábor című sorozatban, továbbá a Két bébiszitter kalandjai című filmben is szerepelt.

## Pályafutása
Mahoney 4 évesen szerette meg a színészetet, majd 2014-ben kezdett el színészkedni. Először egy Chuck E. Cheese reklámban jelent meg. Miután számos rövidfilmben szerepelt, 2016-ban megkapta Katy Cooper szerepét a Disney Channel filmjében a Két bébiszitter kalandjaiban. Ugyanebben az évben szerepelt Day 5 drámasorozatban és játszott a Lifetime drámafilmjében a  Heaven Sentben.
2018-tól Destiny Bakerként szerepel a Disney Channel Kikiwaka tábor című sorozatában. Ugyanebben az évben Mallyként kezdett el szerepelni a Jamall & Gerald sorozatban. 2020-ban Ainsley Riches szerepét játszotta a Netflixes Az én környékén című sorozatban.

## Filmográfia

### Film
| Év   | Magyar cím                | Eredeti cím                | Szerep      | Magyar hang      |
| ---- | ------------------------- | -------------------------- | ----------- | ---------------- |
| 2016 |                           | Heaven Sent                | Taylor      |                  |
| 2016 | Két bébiszitter kalandjai | Adventures in Babysitting' | Katy Cooper | Szűcs Anna Viola |

### Televízió
| Év    | Magyar cím        | Eredeti cím     | Szerep         | Megjegyzések                         |
| ----- | ----------------- | --------------- | -------------- | ------------------------------------ |
| 2020  | Az én környékemen | On My Block     | Ainsley Riches | 2 epizód                             |
| 2018– |                   | Jamall & Gerald | Mally          | mellékszereplő                       |
| 2018– | Kikiwaka tábor    | Bunk'd          | Destiny Baker  | főszereplő magyar hangja Kobela Kira |
| 2016  |                   | Day 5           | Megan          | 3 epizód                             |